# Hondaスマートパーキングアシスト・システム
Hondaスマートパーキングアシスト・システムは本田技研工業が開発した機能。

## 概要
縦列駐車やバック駐車など、苦手な駐車方法をアシストする機能。運転席にあるいずれかの駐車方法を選択することで自動的にハンドルを操作。運転手は音声案内に従うだけで駐車できる。

## 方法

### バック駐車
ここでは左バック駐車を説明。
助手席にあるドアマークを駐車上の白線にあわせ、左バック駐車ボタンを押し、STARTを押す。ハンドルに手を軽く触れ、警報音が鳴ったらブレーキを運転手が踏む。次にリバースにあわせ、ハンドルを固定し後退。警報音が鳴ったらブレーキを踏み、ハンドルを元に戻した状態で後退。

### 縦列駐車
助手席にあるドアマークを止まっている車両の先頭にあわせ、縦列駐車ボタンをおしSTARTを押す。ハンドルに軽く触れ、警報音が鳴ったらブレーキを踏む。次にリバースにあわせ、ハンドルを固定し後退。警報音が鳴ったらブレーキを踏み、ハンドルを右いっぱいに切り駐車する。

## 装備車種
- ホンダ・ライフ 4代目後期（2006-2008）・5代目（2008-2014）
- ホンダ・フィット 2代目MC後の「13G」「13Gスマートセレクション」（2010-2013）